# Silberg (plaats in Hessen)
Silberg is een plaats in de gemeente Dautphetal in de Duitse deelstaat Hessen. De plaats Silberg ligt in het westen van de gemeente, in het oosten van de gemeente ligt ook een berg met deze naam.
Allendorf · Buchenau · Damshausen · Dautphe · Elmshausen · Friedensdorf · Herzhausen · Holzhausen · Hommertshausen · Mornshausen · Silberg · Wolfgruben